# Zawadka (Limanowa)
Pour les articles homonymes, voir Zawadka.
Zawadka est une localité polonaise de la gmina de Tymbark, située dans le powiat de Limanowa en voïvodie de Petite-Pologne.